# Phil Lord
Pour les articles homonymes, voir Lord.
Phil Lord est un réalisateur, scénariste, producteur de télévision et acteur américain, né en 1975 à Miami (Floride).

## Biographie
Phillip Brian Lord nait à Miami en Floride.
Phil Lord débute en tant qu'acteur dans la série télévisée Caroline in the City en 1998. C'est là qu'il rencontre Chris Miller. Peu de temps après, ils coécrivent leur premier scénario pour la série Zoé, Duncan, Jack et Jane. Trois ans plus tard, ils lancent la série d'animation Clone High, dans laquelle il prête sa voix au Principal Dr. Cinnamon J. Scudworth.
En 2009, Phil Lord réalise, toujours avec Chris Miller, leur premier long métrage d'animation : Tempête de boulettes géantes (Cloudy with a Chance of Meatballs). C'est un succès mondial avec 243 006 126 dollars de recettes à travers le monde. En 2012, ils sont les réalisateurs de la comédie d'action 21 Jump Street avec Jonah Hill et Channing Tatum, adaptée de la série culte éponyme. C'est un nouveau succès, avec des recettes mondiales atteignant plus de 200 millions de dollars,.
En 2014, il sort deux longs métrages avec Chris Miller. Tout d'abord le film d'animation La Grande Aventure Lego, une comédie loufoque inspirée des jouets Lego créés par Ole Kirk Christiansen. Quelques mois plus tard, sort 22 Jump Street, qui fait suite à 21 Jump Street (2012).
En juillet 2015, il est annoncé avec son compère Chris Miller comme réalisateur d'un film spin-off Star Wars centré sur Han Solo, Solo: A Star Wars Story. Second spin-off de la série A Star Wars Story, après Rogue One, le film est prévu pour 2018,. Le 20 juin 2017, Kathleen Kennedy, présidente de Lucasfilm annonce que Phil Lord et Chris Miller ne seront plus les réalisateurs du film sur Han Solo, en raison de différends sur la vision créative de l’œuvre. Ils sont remplacés par Ron Howard, alors que le tournage était cependant bien avancé. Les deux réalisateurs expliquent alors « malheureusement, notre vision et façon de faire n'étaient pas raccords avec nos partenaires sur ce projet. Nous ne sommes habituellement pas fans de la phrase “divergences créatives”, mais pour une fois, c'est tout à fait cela. Nous sommes vraiment fiers de notre casting et de notre équipe quatre étoiles ». En mars 2018, ils annoncent qu'ils seront finalement crédits au générique comme producteurs délégués.

## Filmographie

### Réalisateur
- 2002-2003 : Clone High (série télévisée d'animation) - Saison 1 (coréalisé avec Chris Miller)
- 2009 : Tempête de boulettes géantes (Cloudy with a Chance of Meatballs) (coréalisé avec Chris Miller)
- 2012 : 21 Jump Street (coréalisé avec Chris Miller)
- 2014 : La Grande Aventure Lego (The Lego Movie) (coréalisé avec Chris Miller)
- 2014 : 22 Jump Street (coréalisé avec Chris Miller)
- 2015 : The Last Man on Earth (série télévisée) - saison 1, épisodes 1 et 2 (coréalisé avec Chris Miller)
- 2026 : Projet Dernière Chance (Project Hail Mary) (coréalisé avec Chris Miller)

### Scénariste
- 1999 : Zoé, Duncan, Jack et Jane - Saison 1
- 2002-2003 : Clone High - Saison 1
- 2004 : Untitled Phil Hendrie Project (TV)
- 2005 : How I Met Your Mother - saison 1, épisodes 3 et 9
- 2008 : Extreme Movie de Adam Jay Epstein & Andrew Jacobson
- 2009 : Tempête de boulettes géantes (Cloudy with a Chance of Meatballs)
- 2013 : L'Île des Miam-nimaux : Tempête de boulettes géantes 2 (Cloudy with a Chance of Meatballs 2) de Cody Cameron et Kris Pearn (idée de départ uniquement)
- 2014 : La Grande Aventure Lego (The Lego Movie)
- 2018 : Spider-Man: New Generation de Peter Ramsey, Bob Persichetti et Rodney Rothman (scénario avec Rodney Rothman et histoire originale)
- 2019 : La Grande Aventure Lego 2 (The Lego Movie 2: The Second Part) de Mike Mitchell et Trisha Gum
- 2023 : Spider-Man: Across the Spider-Verse de Joaquim Dos Santos, Kemp Powers et Justin K. Thompson
- 2027 : Spider-Man: Beyond the Spider-Verse de Joaquim Dos Santos, Kemp Powers et Justin K. Thompson

### Producteur
- 2002-2003 : Clone High - Saison 1
- 2003 : Luis - Saison 1
- 2004 : Untitled Phil Hendrie Project (TV)
- 2004-2006 : Cracking Up - Saison 1
- 2005 : Awesometown (TV)
- 2005-2006 : How I Met Your Mother - saison 1
- 2007 : Wood de David Fenster
- 2013 : Brooklyn Nine-Nine (série TV) - saison 1, épisode 1
- 2013 : L'Île des Miam-nimaux : Tempête de boulettes géantes 2 (Cloudy with a Chance of Meatballs 2) de Cody Cameron et Kris Pearn
- 2015 : The Last Man on Earth (série TV)
- 2016 : Cigognes et Cie
- 2016 : Ninjago de Charlie Bean
- 2017 : Brigsby Bear de Dave McCary
- 2018 : Solo: A Star Wars Story de Ron Howard (crédité comme producteur délégué après son éviction du poste de réalisateur)
- 2018 : Spider-Man: New Generation de Peter Ramsey, Bob Persichetti et Rodney Rothman
- 2019 : La Grande Aventure Lego 2 (The Lego Movie 2: The Second Part) de Mike Mitchell et Trisha Gum
- 2021 : America : Le Film (America: The Motion Picture) de Matt Thompson
- 2022 : Cocaine Bear d'Elizabeth Banks
- 2022 : Spider-Man: Across the Spider-Verse de Joaquim Dos Santos, Kemp Powers et Justin K. Thompson
- 2026 : Projet Dernière Chance (Project Hail Mary)

### Acteur
- 1998-2000 : Caroline in the City - Saison 4, 3 épisodes : Bill
- 2002-2003 : Clone High - Saison 1 : Principal Dr Cinnamon J. Scudworth (voix)
- 2009 : Tempête de boulettes géantes : voix supplémentaires